# ТЕС Абу-Султан
ТЕС Абу-Султан – теплова електростанція на півночі Єгипту, розташована південніше Ісмаілії на березі Великого Гіркого озера. 
Станція Абу-Султан стала однією з перших класичних конденсаційних електростанцій, активне введення яких розпочалось у 1980-му з ТЕС Кафр-ед-Даввар. Саму Абу-Султан запустили в роботу у 1983 році (останній блок у 1986-му). Її чотири блоки оснащені паровими турбінами компанії General Electric потужністю по 250 МВт. 
Забір води для охолодження відбувається із Суецького каналу.
Як паливо станція використовує природний газ, що надходить по трубопровідному коридору Ель-Тіна – Суец.